# Just Pastor Fuster i Taronger
Just Pastor Fuster i Taronger (València, 8 d'agost de 1761 - València, 31 de gener de 1835) va ser un bibliògraf i lexicògraf i llibreter valencià.
Fill de Manuel Fuster i Membrado, que es va casar el 1739 amb Vicenta Gomis, però després d'enviudar va tornar a casar-se, en 1758, amb Manuela Taroncher, i d'aquest matrimoni va néixer Just Pastor Fuster. Just Pastor va cursar les primeres lletres i la gramàtica llatina amb el mestre Salvador Alairic, de Geldo, i amb catorze anys es va matricular a la Facultat de Filosofia de la Universitat de València, on va realitzar dos cursos (de 1775 a 1777) amb Miguel Alamá, però va abandonar els seus estudis universitaris per lliurar-se al negoci del llibre que ja tenia el seu pare, el qual regentava una llibrería on acudien els més destacats intel·lectuals del moment, com Francisco Pérez Bayer, Mayans, Francisco Javier Borrull, i Jaime Villanueva, entre d'altres. No va abandonar toralment els seus estudis, ja que va aprendre i va arribar a dominar amb gran perfecció el francès, italià i altres matèries. Va contreure matrimoni amb Mariana Francès Espinós el desembre de 1784. El 1793 va morir el seu pare i l'1 de juliol, la seva dona, a Xàtiva. Al cap de poc temps, el juliol de 1794 va contreure matrimoni amb Maria Jordà i Gil, amb qui va tenir diversos fills.
La seva llibreria va anar adquirint certa importància, i va passar del carrer de la Corretgeria al de Campaners, convertint-se en refugi de contertulians, i on es va dedicar també a l'enquadernació de llibres. Durant la Guerra de la Independència va formar part de la Companyia del Primer Batalló, i el 1813 el trobem com a alcalde a la caserna del Mar. Just Pastor va escriure una "Biblioteca valenciana de los escritores que florecieron hasta nuestros días", una obra en dos volums, on va demostrar un gran coneixement de les bibliografies clàssiques valencianes, i dels seus principals arxius i biblioteques, que oferia a manera de repertori d'autors des dels primers coneguts fins al segle xviii, incloent, per primera vegada, autors àrabs valencians, fins a un total de cent vint referències. Al llibre es referenciaven un total de 947 escriptors, on a més, s'incloïa un "Breve vocabulario valencià y castellano de las voces más oscuras o anticuadas", que també es va publicar de forma independent. Per a la seva edició, Fuster va sol·licitar un ajut econòmic a la Reial Societat Econòmica d'Amics del País de València, entitat de la qual era soci, i que li va atorgar un préstec de 4.000 reals sense interessos el l'abril de 1829. L'edició de la seva obra va esgotar, però, els seus fons i va haver de vendre la seva casa per saldar els deutes contrets. Va seguir, però, al capdavant de la seva llibreria i va arribar a vendre l'agost de 1833 la seva casa de Campaners per ubicar el seu negoci en una de les cases pairals del carrer de Cavallers, ajudat pel seu fill José Gregorio. El 9 de juliol de 1830 havia deixat escrit el seu testament i va morir el 31 de gener de 1835.
A més de les seves obres més destacades, "Biblioteca valenciana" i el "Breve vocabulario valenciano-castellano", ambdues de gran importància com a base cultural de la Renaixença valenciana, també és autor d'obres inèdites com "Corrección de voces", esborrany en el qual l'autor va anotant en forma de diccionari les diverses "formes antigues i noves del valencià", així com les seves "Noticias de una colección de libros de caballerías", quadernet de trenta-set fulles que reuneix els manuscrits de la Biblioteca Provincial i Universitària sobre el tema, i en el qual indica que s'ha publicat en castellà, portuguès o llemosí.